# Hohenburg (Homberg)
Die Hohenburg, auch Homberg genannt, ist die Ruine einer Höhenburg in Homberg (Efze) im Schwalm-Eder-Kreis in Nordhessen.

## Geographische Lage
Die Ruine Hohenburg befindet sich in der Kernstadt von Homberg auf dem bewaldeten Schloßberg (376,5 m ü. NN), einem steil aus der südlich des Bergs gelegenen Efzeaue aufragenden Basaltkegel, der westlich, südlich und östlich von den bebauten Ortslagen der Stadt umgeben ist.
Homberg lag im Schnittpunkt zweier historischer Handelsstraßen, der Straße von Fritzlar über Homberg nach Hersfeld und der Langen Hessen von Frankfurt am Main nach Eisenach. Damit kam dem Standort eine wichtige strategische Bedeutung zu.

## Geschichte
Durch wen und wann die Burg erbaut wurde, ist nicht bekannt. Im Jahr 1162 wurde jedoch ein „Rentwich von Hohenburg“ urkundlich erstmals erwähnt, dieses Geschlecht starb 1427 mit „Simon vom Hohen Berg“ aus. Ab etwa 1190 war sie im Besitz der Landgrafschaft Thüringen. Urkundlich wurde die Burg 1246 erstmals genannt. Zusammen mit der Stadt bildete sie eine Einheit und war von großer Bedeutung an der alten Handelsstraße Frankfurt–Leipzig.

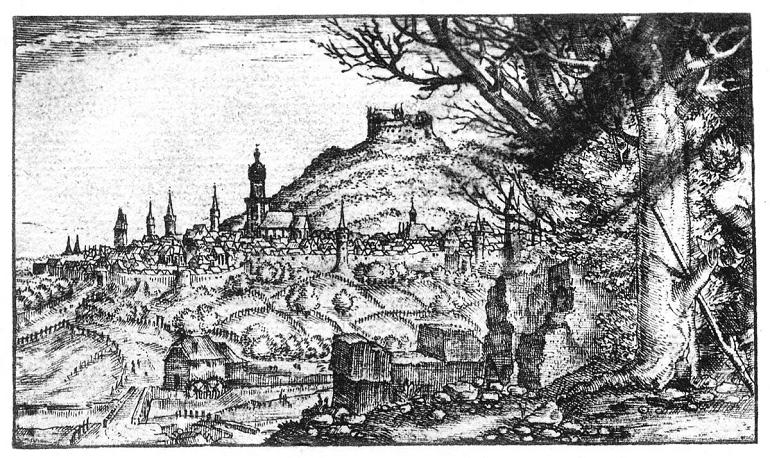
Stadt Homberg mit der Hohenburg nach Wilhelm Dilich im Jahre 1591

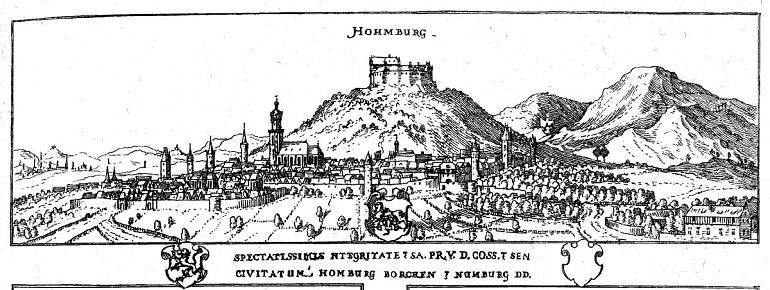
Stadt Homberg mit der Hohenburg nach Wilhelm Dilich im Jahre 1605

Im 13. Jahrhundert kam sie unter Landgraf Heinrich I. zur neu entstandenen Landgrafschaft Hessen. Sie wurde Verwaltungsmittelpunkt des Amtes Homburg. 1508 war der Bruder des hessischen Landgrafen Ludwig II. von Niederhessen, Erzbischof Hermann IV. von Köln, Eigentümer der Burg und ließ sie aufwendig umbauen. Eine Bronzetafel, die bei Grabungsarbeiten auf der Burg gefunden wurde, trägt die Inschrift: „Herman von Gotzes gnaden Erzbyschoff zu Colne, des heiligen romschyn richs durch Ytalien, Ertzcantzler, Kurfürst, Herzog zu Westvaln und Engern, des Stifts zu Paderborn, Administrator A(nno) 1508“. Die Bronzeplatte befindet sich im Heimatmuseum der Stadt Homberg. Sie zeichnet sich durch bemerkenswerte Ziselierarbeit aus und ist mit dem erzbischöflichen und dem landgräflichen Wappen geschmückt.
Landgraf Moritz ließ von 1605 bis 1613 für 25.000 Taler den Burgbrunnen, der mit einer Tiefe von 150 Metern zu den tiefsten Brunnen Deutschlands gehört, errichten und die Burg weiter verstärken.
Die Landgrafen von Hessen-Kassel wahrten im Dreißigjährigen Krieg zunächst bis 1631 Neutralität. Ab 1634 wurde der Krieg nach Hessen hineingetragen. Am 16. Juli 1636 wurde die Stadt Homberg durch kaiserliche Truppen besetzt. Die Belagerung der Burg durch General Johann von Götzen mit einem kaiserlichen Heer von 13.000 Mann konnte jedoch erfolgreich abgewehrt werden. Allerdings stürzte eine Frau (auf der Burg hielten sich damals etwa 3.000 Flüchtlinge auf) in den Brunnenschacht des Burgbrunnens, so dass das Wasser nicht mehr nutzbar war. Bei einer erneuten Belagerung durch Götzens Truppen am 3. August 1636 musste sich die Burgbesatzung wegen mangelnder Wasserversorgung ergeben. Ein irisches Regiment unter Oberst Hugh Tirell besetzte für 4 Monate die in den vorangegangenen Kämpfen teilzerstörte Burg. Beim Abzug wurden Burg und Stadt von den kaiserlichen Truppen niedergebrannt.
Truppen des Generals Peter Melander von Holzappel besetzten 1647 die zerstörte Anlage und ließen Instandsetzungsarbeiten durchführen. Generalwachtmeister Carl Rabenhaupt belagerte vom 28. bis 30. Januar 1648 die Burg und konnte sie für die Landgrafschaft Hessen-Kassel zurückerobern. Am 9. Februar 1648 kam es zur erneuten Kapitulation. Wenig später endete der Dreißigjährige Krieg durch den Westfälischen Frieden.
Die stark zerstörte Burg wurde nicht wieder aufgebaut, sie verfiel und wurde teilweise als Steinbruch für den Wiederaufbau der ebenfalls stark zerstörten Stadt Homberg genutzt. Noch heute sind viele Bauteile der ehemaligen Burg im Stadtbild wiederzufinden. Der Burgbrunnen wurde 1657 endgültig verfüllt.

## Heutige Nutzung
1822 kam die Ruine in den Besitz der Stadt Homberg. Ab 1881 erfolgte durch den Homberger Verschönerungsverein die parkähnliche Gestaltung des Schlossberges. Die Ruinen der Burg werden seit 1936 von einem Burgverein freigelegt, restauriert und betreut. Im Zuge der Freilegungsarbeiten wurden Pläne zur Errichtung eines neuen Burgturmes und einer Gedächtnishalle, die an die gefallenen Soldaten des Ersten Weltkrieges erinnern sollte, entwickelt. Die Umsetzung scheiterte durch den Ausbruch des Zweiten Weltkriegs.
Die Pläne zur Errichtung des Turms wurden in den 1950er Jahren umgesetzt. Dieser wurde von 1952 bis 1958 auf alten Fundamenten in Form eines Bergfrieds nach historischem Vorbild errichtet. Der Turm dient als Aussichtsturm mit Blick auf Homberg und seine Umgebung.
Der nach dem Dreißigjährigen Krieg verschüttete Burgbrunnen wurde 1997 bis 2001 freigelegt. Die Kosten dafür beliefen sich auf ca. 200.000 €.
Auf dem Gelände der Vorburg befindet sich eine Gaststätte.

## Anlage
Die ehemals sehr umfangreiche Burganlage verfügte über eine kleine Vorburg (Zwinger) mit äußerem Burgtor, Zugbrücke über den Burggraben und Außenbastionen, verbunden über einen Torturm mit Wehrgang zur Kernburg und Eingang zur Burgkapelle. Weiter verfügte die Burg über einen runden Bergfried, einen Palas mit Rittersaal, ein Brunnenhaus mit einem 150 m tiefen Burgbrunnen (vierttiefster Burgbrunnen Deutschlands), einen Marstall, eine Militärunterkunft, ein Geschützhaus, ein Arsenal, ein Schützenerker, Kommandantenhaus und Treppenturm. Die Ringmauer hatte eine Mauerstärke von 1,5 Metern.
Der wuchtige Burgturm mit 11 Meter Durchmesser und 14 Meter Höhe gehört nicht zum historischen Bestand, sondern wurde als Aussichtsturm im Stil alter Bergfriede durch die Burgberggemeinde von 1952 bis 1958 errichtet.

## Galerie

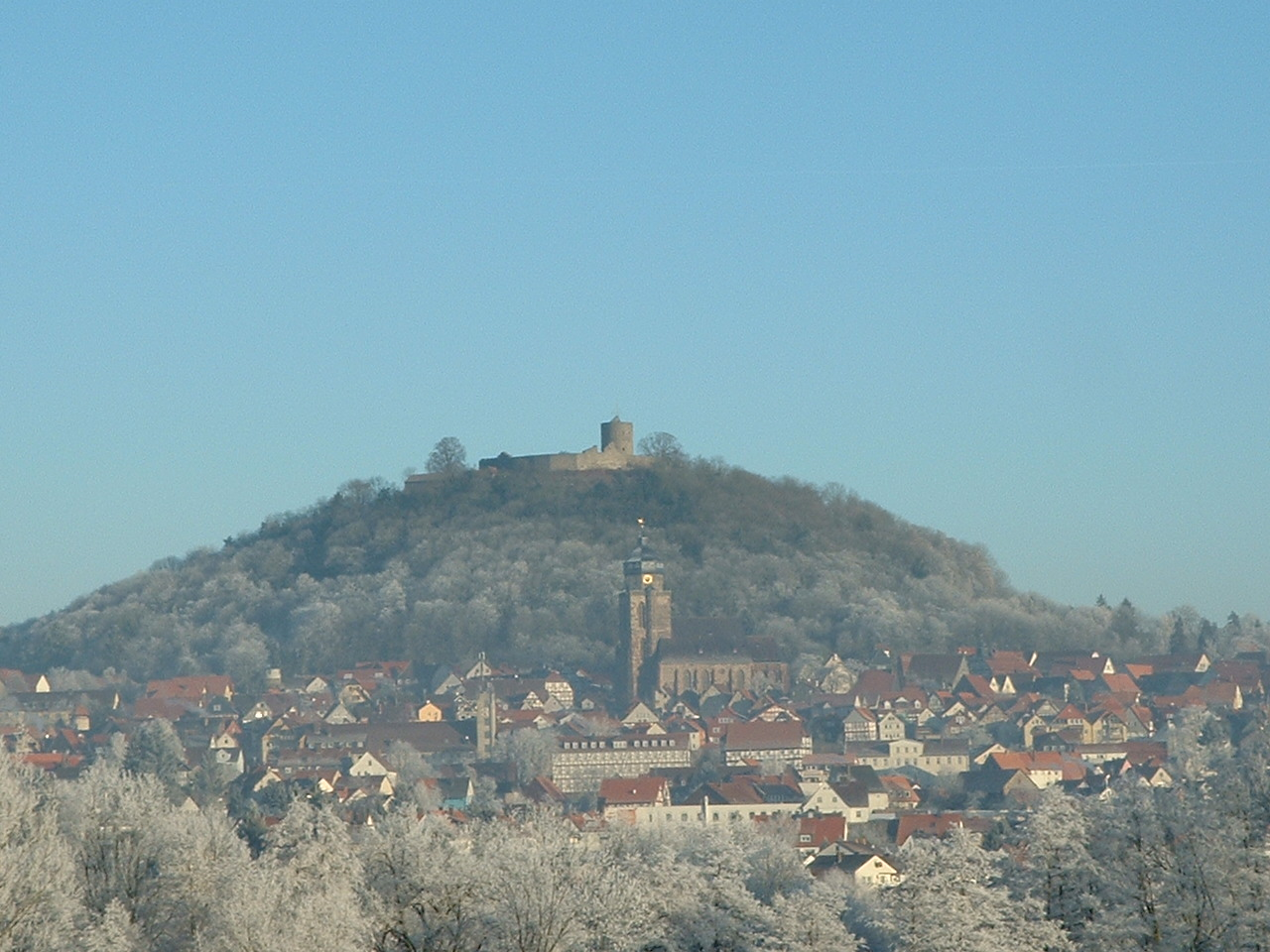
Blick auf dem Homberg mit dem Burgberg im Hintergrund (2007)
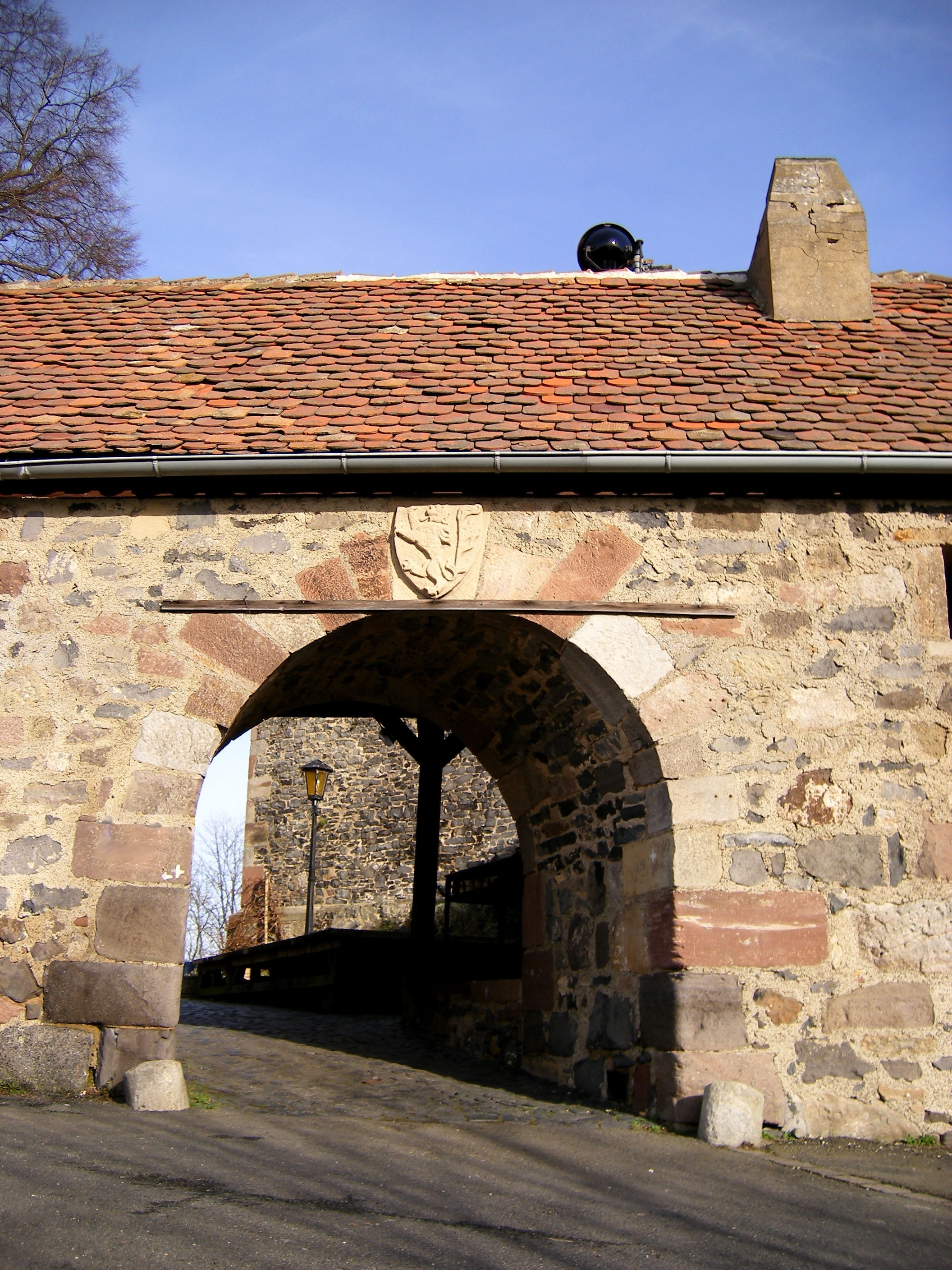
Äußeres Burgtor der Vorburg
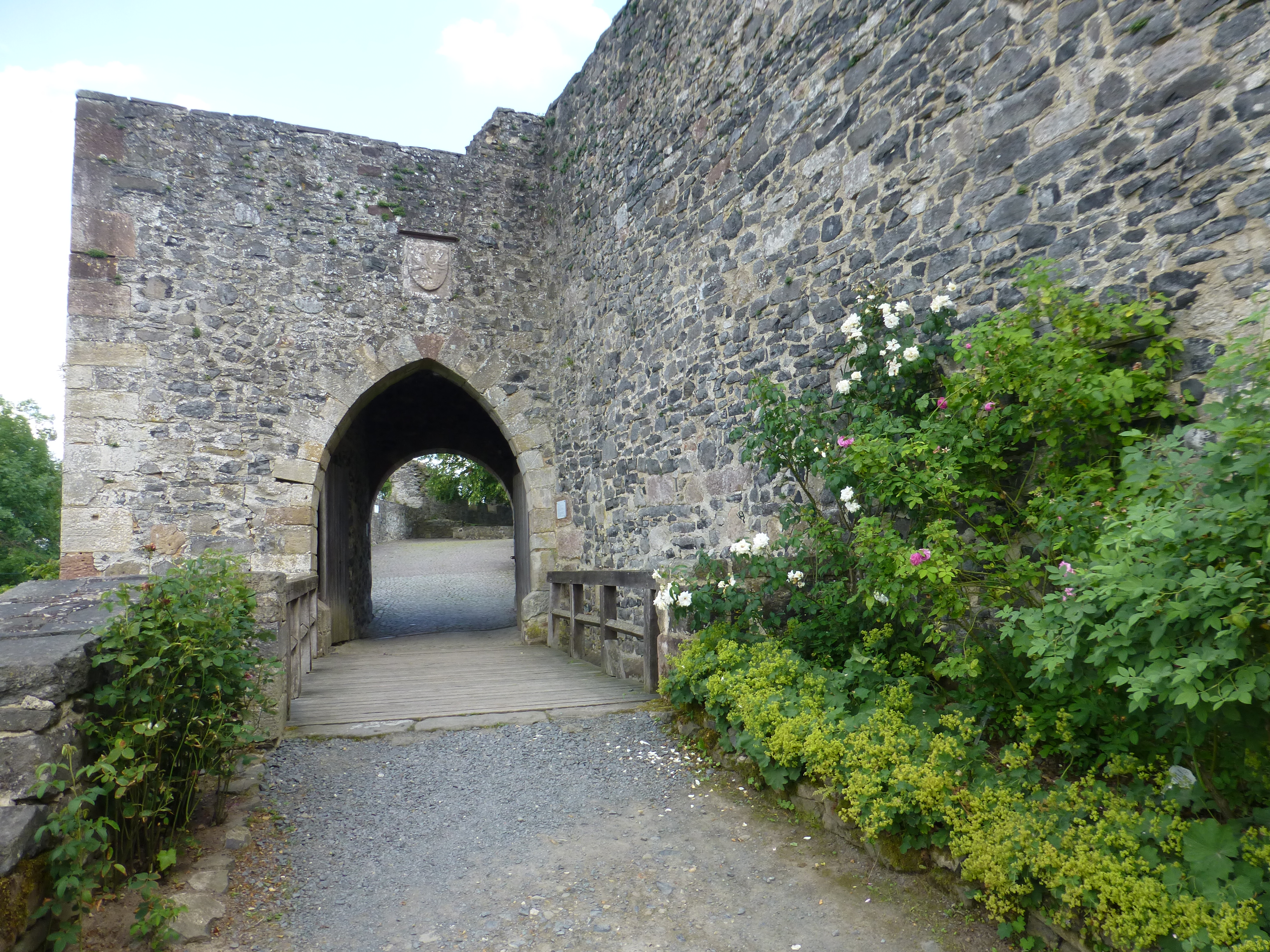
Burgtor und ehemaliger Torturm
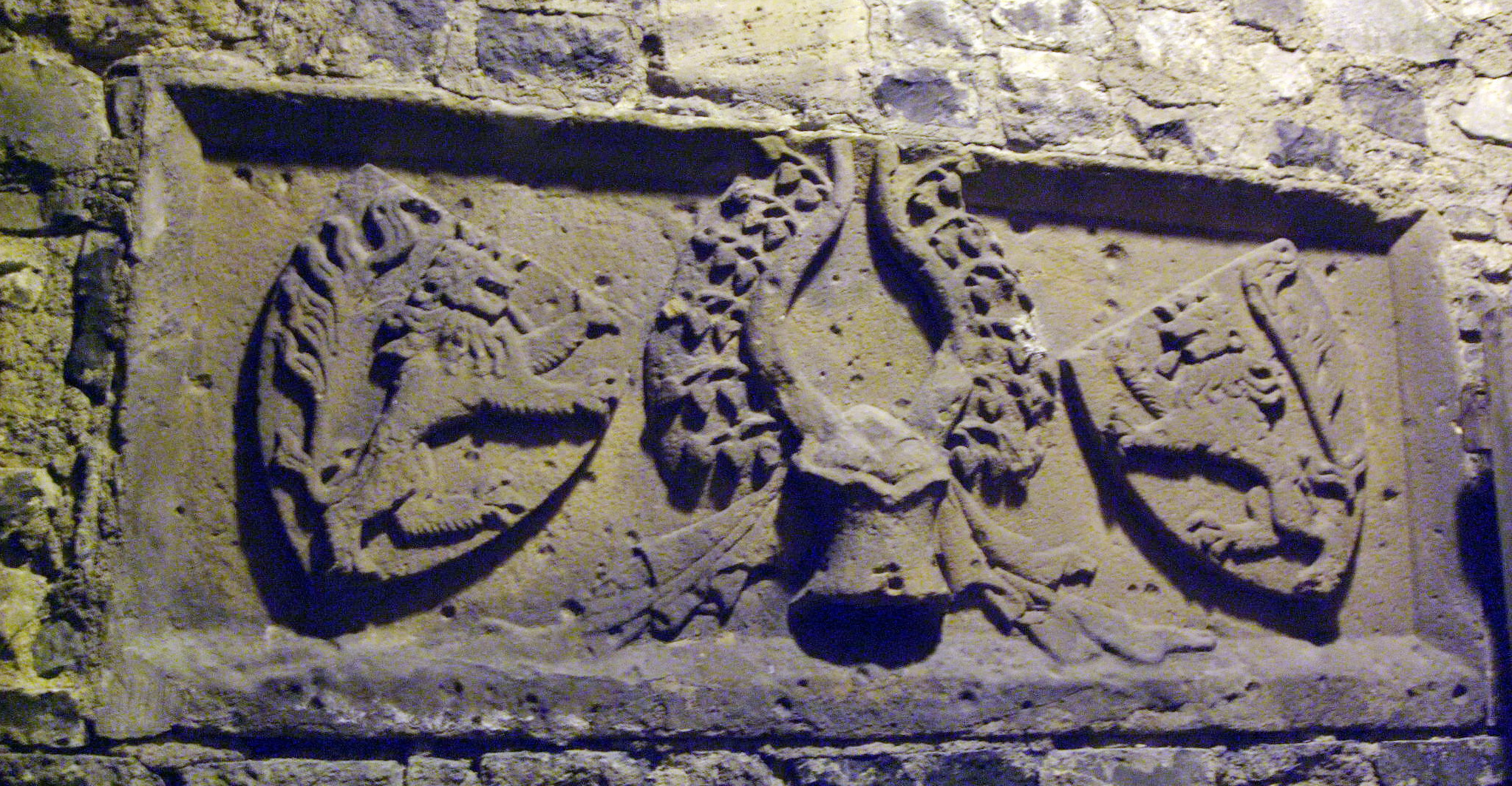
Wappenstein im Durchgang des Burgtors
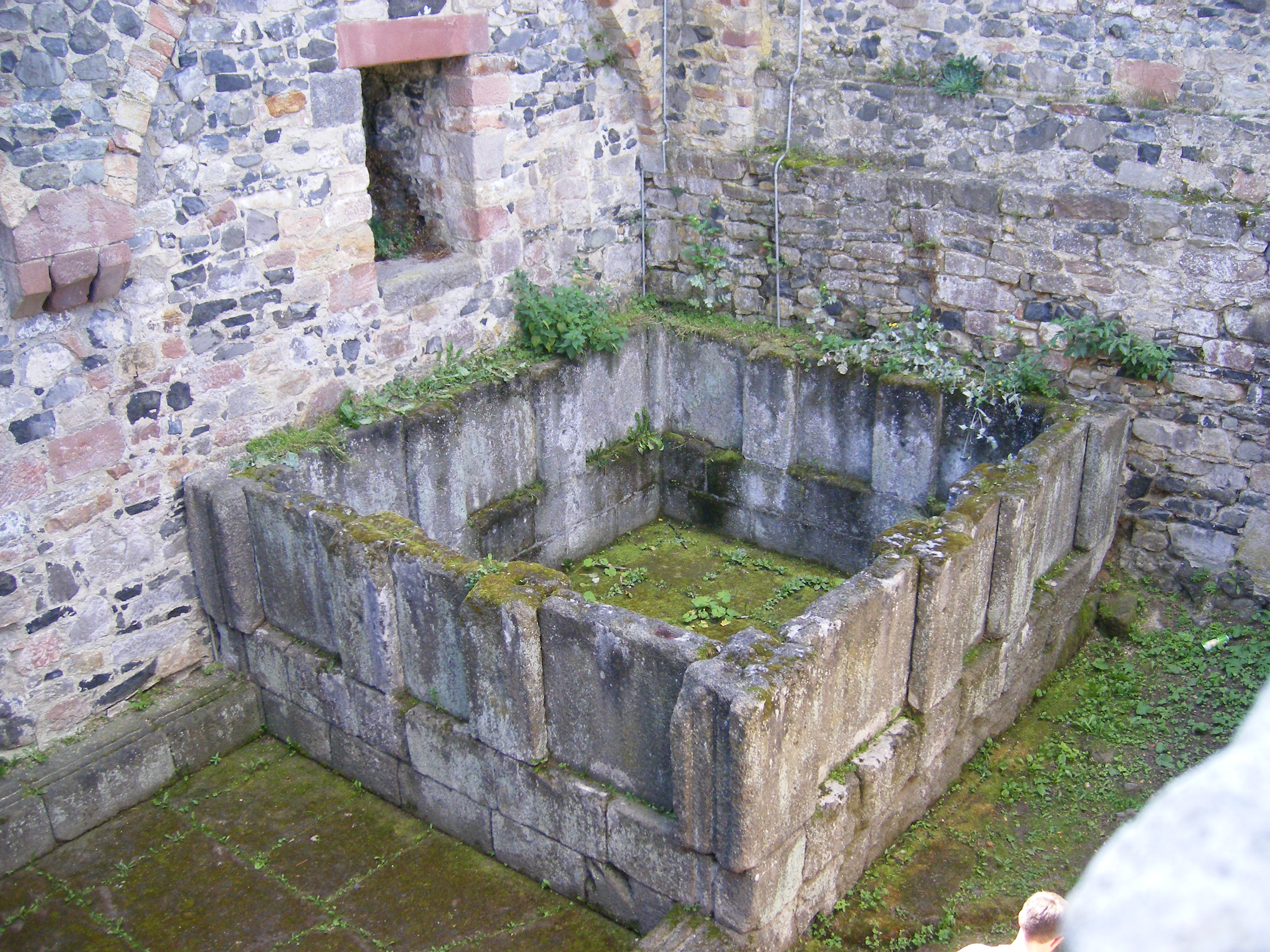
Zisterne im Brunnenhaus
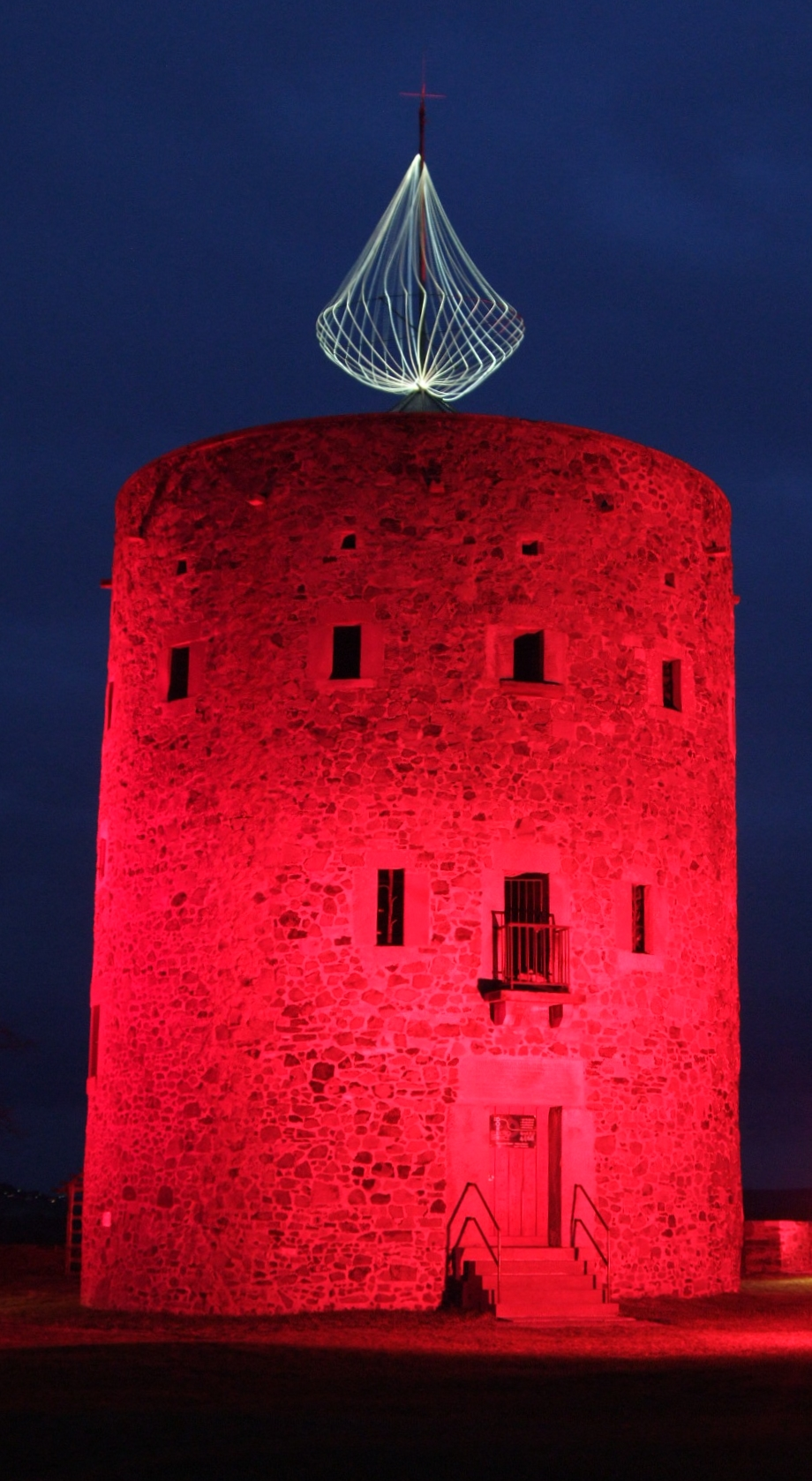
Nächtliche Illumination des Aussichtsturmes